# Orinomana mana
Orinomana mana is een spinnensoort in de taxonomische indeling van de wielwebkaardespinnen (Uloboridae).
Het dier behoort tot het geslacht Orinomana. De wetenschappelijke naam van de soort werd voor het eerst geldig gepubliceerd in 1979 door Opell.